# Fiordi della Groenlandia
Di seguito è riportata la lista dei fiordi della Groenlandia. Sono ordinati secondo il comune di appartenenza (Avannaata, Kujalleq, Qeqertalik, Qeqqata e Sermersooq), poi in ordine alfabetico (secondo il nome groenlandese ove possibile).

## Avannaata
- Ikerssuaq
- Inglefield Bredning
- Kangerluarsorujak
- Kangerluarsuk
- Kangia
- Kangerlussuaq
- Karrats Fjord
- Qarajaq Isfjord
- Robertson Fjord
- Ukkusissat Fjord
- Upernavik Isfjord
- Ussing Isfjord
- Uummannap Kangerlua
- Uummannaq Fjord

## Kujalleq
- Alanngorsuaq (al confine con Sermersooq)
- Alluitsup Kangerlua
- Igalikup Kangerlua
- Kangerlussuatsiaq (al confine con Sermersooq)
- Søndre Sermilik
- Tasermiut
- Tunulliarfik
- Uunartoq Fjord

## Qeqertalik
- Arfersiorfik
- Nassuttooq (al confine con Qeqqata)

## Qeqqata
- Kangerlussuaq
- Kangerlussuatsiaq
- Nassuttooq (al confine con Qaasuitsup)
- Niaqunngunaq
- Sisimiut Isortuat
- Søndre Isortoq

## Sermersooq
- Alanngorsuaq (al confine con Kujalleq)
- Allumersat
- Ameralik
- Bernstorffs Isfjord
- Carlsberg Fjord
- Ikertivaq
- Ilorput
- Iluileq
- Kangerluarsussuaq
- Kangerlussuaq
- Kangerlussuatsiaq (al confine con Kujalleq)
- Kangertertivarmiit Kangertivat (al confine col Parco nazionale della Groenlandia nordorientale)
- Kangertittivaq
- Kangertittivatsiaq
- Kuannersooq
- Nansen Fjord
- Nuup Kangerlua
- Orqungmut Kangertiva
- Sermiligaarsuk
- Sermilik
- Sermilik
- Sermilik
- Umiiviip Kangertiva

## Parco nazionale della Groenlandia nordorientale
- Ardencaple Fjord
- Bessel Fjord
- Danmark Fjord
- Frederick E. Hyde Fjord
- G. B. Schley Fjord
- Hagen Fjord
- Independence Fjord
- Ingolf Fjord
- J. P. Koch Fjord
- Kangertertivarmiit Kangertivat (al confine con Sermersooq)
- Kejser Franz Joseph Fjord
- Kong Oscar Fjord
- Nioghalvfjerdsfjorden
- Sankt George Fjord
- Sherard Osborn Fjord
- Skærfjorden
- Victoria Fjord